# Parafia Nawiedzenia Najświętszej Maryi Panny w Rozprzy
Parafia Nawiedzenia Najświętszej Maryi Panny w Rozprzy – parafia rzymskokatolicka w Rozprzy. Należy do dekanatu Rozprza archidiecezji częstochowskiej. Została utworzona w XI wieku. Parafię prowadzą księża archidiecezjalni.